# Stefan Rosemann
Stefan Rosemann (* 23. Juni 1971 in Siegburg) ist ein deutscher Kommunalpolitiker (SPD) und seit dem 1. November 2020 Bürgermeister der Stadt Siegburg.

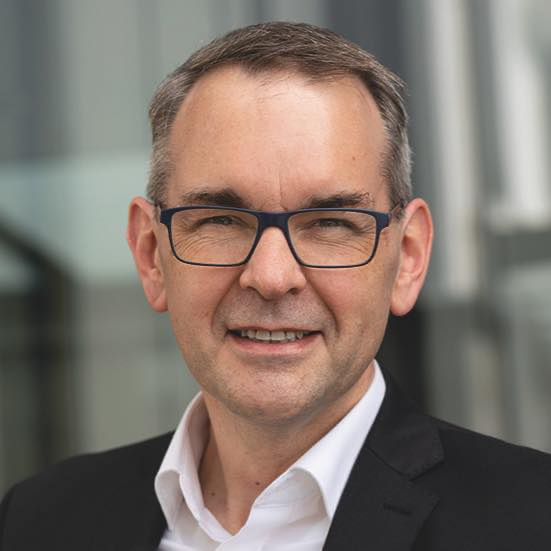
Stefan Rosemann (2021)

## Leben
Rosemann wuchs in Siegburg auf und machte sein Abitur am Anno-Gymnasium. Anschließend studierte er Sozialwissenschaften in Bonn und Duisburg und arbeitete in verschiedenen Bereichen der Sozialarbeit. Von 2010 bis zu seiner Wahl zum Bürgermeister arbeitete er im Jugendamt des Rhein-Sieg-Kreises. Er ist verheiratet, hat zwei Söhne und lebt in Kaldauen. Er ist ein Cousin des SPD-Politikers Martin Rosemann.

## Politik
Stefan Rosemann trat 1987 in die SPD ein. Von Januar 2011 bis Juni 2021 war er Vorsitzender des SPD-Ortsvereins Siegburg. Von 2014 bis 2020 war er Mitglied des Siegburger Stadtrats.
Bei der Kommunalwahl 2014 kandidierte er als Bürgermeisterkandidat. Er erhielt 41,6 % und unterlag Amtsinhaber Franz Huhn (CDU). Ab 2014 war er stellvertretender Bürgermeister.
Zur Kommunalwahl 2020 wurde Rosemann von seiner Partei erneut als Kandidat für das Amt des Bürgermeisters nominiert. Bei der Wahl am 13. September erhielt Rosemann 35,2 % der Stimmen und zog in die Stichwahl gegen Ursula Thiel (CDU) ein, die 42,2 % erhielt. Diese gewann er am 27. September mit 57,5 % und trat damit am 1. November die Nachfolge von Franz Huhn an, der nach 16 Jahren im Amt nicht wieder angetreten war. Er ist der erste SPD-Bürgermeister in der Geschichte der Stadt.